# أليكس روسو
الكسندرا مارجريتا «أليكس» روسو هي شخصية خيالية وبطلة لمسلسل ديزني ويزردز أوف ويفرلي بليس، في عام 2008، قامت AOL بإدراجها في قائمة «أعظم 20 ساحرة في تاريخ التلفزيون».